# Tagebuch einer Verlorenen (1929)
Tagebuch einer Verlorenen ist ein deutsches Filmdrama von Georg Wilhelm Pabst aus dem Jahr 1929. Das Drehbuch dieses Stummfilms beruht auf dem gleichnamigen Roman von Margarete Böhme aus dem Jahr 1905.

## Handlung
Am Tag ihrer Konfirmationsfeier muss Marie, genannt Thymian, die Tochter des Apothekers Robert Henning, erleben, wie die Haushälterin ihres Vaters aus ihr unbekannten Gründen aus dem Haus gejagt wird und Suizid begeht. In derselben Nacht wird Thymian vom Provisor (Verwalter) Meinert, der die Apotheke ihres Vaters führt, geschwängert, während sie bewusstlos ist. Nach der Geburt des Kindes beschließt der empörte Familienrat die Unterbringung von Thymian in einer Erziehungsanstalt. Dort muss sie unter dem strengen und sadistischen Regiment des Anstaltsleiters Engelmann und seiner Frau wie in einem Gefängnis leben, arbeiten und leiden, während ihr Kind bei einer zwielichtigen Amme untergebracht ist. Thymians Vater heiratet inzwischen Meta, vormals seine Haushälterin. Gemeinsam mit ihrer Zimmergenossin Erika und unterstützt von Graf Nikolaus Osdorff, einem amüsiersüchtigen und unselbständigen Playboy, gelingt Thymian der Ausbruch aus dem Erziehungsheim.
Sie eilt zu ihrem Kind und muss feststellen, dass es verstorben ist. Nun folgt sie ihrer Freundin Erika in ein Edelbordell, wo sie freundlich aufgenommen wird und als Prostituierte arbeitet, aber danach trachtet, diesem Ort durch andere Arbeit wieder zu entkommen. Nach dem Tod von Apotheker Henning stellt sich heraus, dass dieser seiner Tochter Thymian seinen gesamten Besitz vermacht hat, Meta und ihren zwischenzeitlich geborenen Kindern jedoch nichts. Osdorff, der wegen Unfähigkeit und Verschwendungssucht inzwischen von seinem Ziehonkel verstoßen wurde, heiratet Thymian in Aussicht auf ein kleines Vermögen. Doch die Apotheke ist verschuldet. Henning hatte sich von Provisor Meinert große Geldsummen geliehen und ihm Anteile an der Apotheke als Sicherheit überschrieben. Meinert sieht sich als neuer Eigentümer, zahlt Thymian ihren Anteil von 45.000 Mark aus und jagt herzlos die verwitwete Apothekersgattin Meta mit ihren Kindern aus dem Haus.
Thymian hat Mitleid und schenkt das gesamte Geld ihren kleinen Halbgeschwistern. Als Osdorff dies erfährt, begeht er Suizid. Dessen Onkel, Graf Osdorff, nimmt sich reuig der verwitweten Thymian an und führt sie in adelige Kreise ein. Als verwitwete Gräfin Osdorff und als neues Mitglied eines Vereins karitativ tätiger Frauen stattet sie selbstbewusst der Erziehungsanstalt, die einst Stätte ihres Leidens war, einen Besuch ab und hält ein leidenschaftliches Plädoyer gegen Verlogenheit und Heuchelei und für mehr Menschlichkeit.

## Kritiken
- „(…); Kintoppkolportage, die jedoch durch die faszinierende Regie von Pabst und das eindrucksvolle Spiel der Brooks auch heute noch rührt.“ (Wertung: 3 Sterne = sehr gut) – Adolf Heinzlmeier und Berndt Schulz in Lexikon „Filme im Fernsehen“ (Erweiterte Neuausgabe). Rasch und Röhring, Hamburg 1990, ISBN 3-89136-392-3, S. 798
- Christiane Mückenberger meint in Deutsche Spielfilme von den Anfängen bis 1933, dass „der Schulmädchencharme der schönen Louise Brooks hier die Rolle besser treffe als in Die Büchse der Pandora“.